# Wolfgang Keim
Wolfgang Keim (* 16. November 1940 in Halle (Saale)) ist ein emeritierter Professor für Allgemeine und Historische Pädagogik am Institut für Erziehungswissenschaft der Universität Paderborn.

## Werdegang
Wolfgang Keim wuchs in Remscheid auf, bestand hier 1960 das Abitur und studierte Germanistik, Geschichte und Pädagogik in Tübingen, Münster, Mainz und Hamburg. Nach studienbegleitenden Tätigkeiten an verschiedenen Volkshochschulen promovierte er 1969 bei Theodor Ballauff in Mainz mit einer Arbeit über „Literatur in der Erwachsenenbildung“ und legte 1970 das Staatsexamen für das Lehramt an höheren Schulen bei Heinz Nicolai und Fritz Fischer in Hamburg ab. 1971/72 konnte er im Rahmen seiner Referendar-Ausbildung Erfahrungen an der ersten Berliner Gesamtschule in Britz-Buckow-Rudow (Walter-Gropius-Schule) sammeln. Nach dem Zweiten Staatsexamen im Herbst 1972 war er Assistent bei Paul Röhrig an der Pädagogischen Hochschule Rheinland, Abt. Köln (jetzt Universität Köln). 1975 wurde er hier zum Wissenschaftlichen Rat und Professor für Allgemeine Pädagogik ernannt, 1978 zum Ordentlichen Professor für Erziehungswissenschaft an die Universität-Gesamthochschule (später Universität) Paderborn berufen, zunächst für Pädagogik der Sekundarstufe I und II sowie Erwachsenenbildung, später für Allgemeine und Historische Pädagogik, seit 2000 mit Lehrauftrag an der Musikhochschule Detmold und im selben Jahr einer Gastprofessur an der Universität Klagenfurt. 2008 erfolgte seine Emeritierung.
Wolfgang Keim ist seit 1973 verheiratet mit der Oberstudienrätin Ursula Keim und hat einen Sohn.

## Arbeitsschwerpunkte
Im Mittelpunkt von Keims Lehr- und Forschungstätigkeit standen zunächst Fragen der Schulreform, insbesondere der Gesamtschule, für deren konsequente Einführung als einzige Schulform für alle Schüler in einer reformpädagogisch orientierten, individuelle Fähigkeiten und Interessen wie soziale Kompetenzen fördernden Form er sich nachdrücklich engagierte. Er gehörte u. a. der Planungsgruppe für die Kölner Gesamtschulen an, war an der Entwicklung des Team-Kleingruppen-Modells der Gesamtschule Köln-Holweide beteiligt und unterhielt vielfältige Kontakte zur deutschen und internationalen Gesamtschulbewegung; 1977 beauftragte ihn das Bundesministerium für Bildung und Wissenschaft mit einem Gutachten über Abschlüsse und Abschlusssysteme im Sekundarbereich I.
Seit Mitte der 1980er Jahre beschäftigte ihn die Auseinandersetzung über die Rolle der deutschen Pädagogenschaft im Nationalsozialismus wie auch die Frage von Kontinuität und Diskontinuität ihrer Theorien und Konzepte vom Kaiserreich, über Weimar, die NS-Zeit bis in die frühe Bundesrepublik. 1995/97 erschien seine zweibändige Darstellung „Erziehung unter der Nazi-Diktatur“, die erstmals „Dienste“ und „Einsätze“ der deutschen Pädagogenschaft im Kontext nazistischer Verbrechen thematisierte, umgekehrt die „andere“, nicht-nazistische deutsche Pädagogik im Widerstand, im jüdischen Bildungswesen und im Exil zu würdigen versuchte. Verschiedene deutsch-polnische Projekte, deren zentrales Thema die Auseinandersetzung mit der NS-Vergangenheit war, schlossen sich an. 1989 begründete Keim zusammen mit an der Thematik interessierten Kolleg den „Oedelsheimer Kreis“ und  1992 dessen „Jahrbuch für Pädagogik“ als kritisches Organ der Erziehungswissenschaft.
Ein weiterer Schwerpunkt seiner wissenschaftlichen Arbeit galt der Reformpädagogik, ihren Ambivalenzen wie vergessenen Traditionen. Keim plädiert für ihre historisch-gesellschaftliche Kontextuierung und damit die Unterscheidung zwischen Reformpädagogik als epochalem Phänomen im Zeitabschnitt von 1890/1900 bis 1933 und späteren Rezeptionsphasen. Den Abschluss dieser Studien bildete 2013 sein gemeinsam mit Ulrich Schwerdt erarbeitetes und herausgegebenes 2-teiliges „Handbuch der Reformpädagogik“.
1974–1978 war er Mitherausgeber der Reihe „pocket wissenschaft“ im Verlag Kiepenheuer & Witsch, seit 1979 gibt er die „Studien zur Bildungsreform“ im Verlag Peter Lang heraus (bisher 51 Bände).

## Schriften (Auswahl)
- Literatur in der Erwachsenenbildung. Stuttgart 1971.
- Hrsg.: Gesamtschule. Bilanz ihrer Praxis. 2. Auflage. Hamburg 1976.
- Sekundarstufe I. Modelle, Probleme, Perspektiven. Königstein/Ts. 1978.
- Abschlüsse und Abschlußsysteme im Sekundarbereich I. In: Bundesminister für Bildung und Wissenschaft (Hrsg.): Bericht der Bundesregierung über die strukturellen Probleme des föderativen Bildungssystems. München 1978, S. 168–195.
- Schulische Differenzierung. Eine systematische Einführung. 2. Auflage. Königstein/Ts. 1979.
- Hrsg.: Kursunterricht – Begründungen, Modelle, Erfahrungen. Darmstadt 1987.
- Die Geschichte friedenspädagogischer Diskussionen und Bemühungen. In: Jörg Calließ, Reinhold E. Lob (Hrsg.): Handbuch der Umwelt- und Friedenserziehung. Band I: Grundlagen. Düsseldorf 1987, S. 557–606.
- Erziehung im Nationalsozialismus. Ein Forschungsbericht. Beiheft 1990 zur „Erwachsenenbildung in Österreich“. Wien 1990.
- Hrsg.: Erziehungswissenschaft und Nationalsozialismus – Eine kritische Positionsbestimmung. Marburg 1990.
- Hrsg.: Pädagogen und Pädagogik im Nationalsozialismus – Ein unerledigtes Problem der Erziehungswissenschaft. 3. Auflage. Frankfurt am Main 1991.
- Erziehung unter der Nazi-Diktatur. Band 1: Antidemokratische Potentiale, Machtantritt und Machtdurchsetzung; Band 2: Kriegsvorbereitung, Krieg und Holocaust. Darmstadt 1995/97.
- mit Anne Ratzki u. a. (Hrsg.): Team-Kleingruppen-Modell Köln-Holweide. Theorie und Praxis. Frankfurt am Main 1996.
- Arbeit an der Erinnerung in Südostpolen – Hintergründe, Orte, Formen. In: Tomasz Kranz (Hrsg.): Bildungsarbeit und historisches Lernen in der Gedenkstätte Maidanek. Lublin 2000, S. 125–150.
- Hrsg.: Vom Erinnern zum Verstehen. Pädagogische Perspektiven deutsch-polnischer Verständigung. Frankfurt am Main 2003.
- Bildung versus Ertüchtigung. Gab es einen Paradigmenwechsel unter der Nazi-Diktatur? In: Hartmut Lehmann, Otto Gerhard Oexle (Hrsg.): Nationalsozialismus in den Kulturwissenschaften. Band 2: Leitbegriffe – Deutungsmuster – Paradigmenkämpfe. Erfahrungen und Transformationen im Exil. Göttingen 2004, S. 223–258.
- mit Ulrich Schwerdt (Hrsg.): Handbuch der Reformpädagogik in Deutschland (1890–1933). Teil 1: Gesellschaftliche Kontexte, Leitideen und Diskurse; Teil 2: Praxisfelder und Handlungssituationen. Frankfurt am Main 2013.
- 20 Jahre „Jahrbuch für Pädagogik“, 25 Jahre „Oedelsheimer Kreis“ – ein Blick zurück zu den Anfängen. In: Jahrbuch für Pädagogik 2013. Frankfurt am Main 2014, S. 17–38.